# Запоріжжя (Криворізький район)
Запорі́жжя — село в Україні, у Широківській селищній громаді Криворізького району Дніпропетровської області. Населення — 203 мешканці.

## Географія
Село Запоріжжя знаходиться за 1,5 км від сіл Дачне та Оленівка. По селу протікає пересихаючий струмок з загатою.

## Історія
Запоріжжя засновано в 1922 році переселенцями з двох сусідніх сіл — Шестерні і Щасливого.

## Населення

### Мова
Розподіл населення за рідною мовою за даними перепису 2001 року:
| Мова       | Кількість | Відсоток |
| ---------- | --------- | -------- |
| українська | 184       | 90.64%   |
| російська  | 18        | 8.87%    |
| румунська  | 1         | 0.49%    |
| Усього     | 203       | 100%     |